# Aleksei German
Aleksei Iurievici Gherman (Алексей Юрьевич Герман, n. 20 iulie 1938, Leningrad, RSFS Rusă, URSS – d. 21 februarie 2013, Sankt Petersburg, Rusia) a fost un regizor și scenarist sovietic și rus.

## Filmografie

### Ca regizor
- 1967 – Sedmoy sputnik (The Seventh Companion)
- 1971 – Proverka na dorogakh (Punct de control; Trial on the Road)
- 1976 – Dvadtsat dney bez voyny (20 de zile fără război; Twenty Days Without War)
- 1984 – Moy drug Ivan Lapshin (Prietenul meu Ivan Lapșin; My Friend Ivan Lapshin)
- 1998 – Khrustalyov, mashinu! (Khrustalyov, mașina mea!; Khrustalyov, My Car!)
- 2013 – Trudno byt' bogom (E greu să fii zeu, Hard to Be a God) (titlu inițial History of the Arkanar Massacre)